# Gatukontor

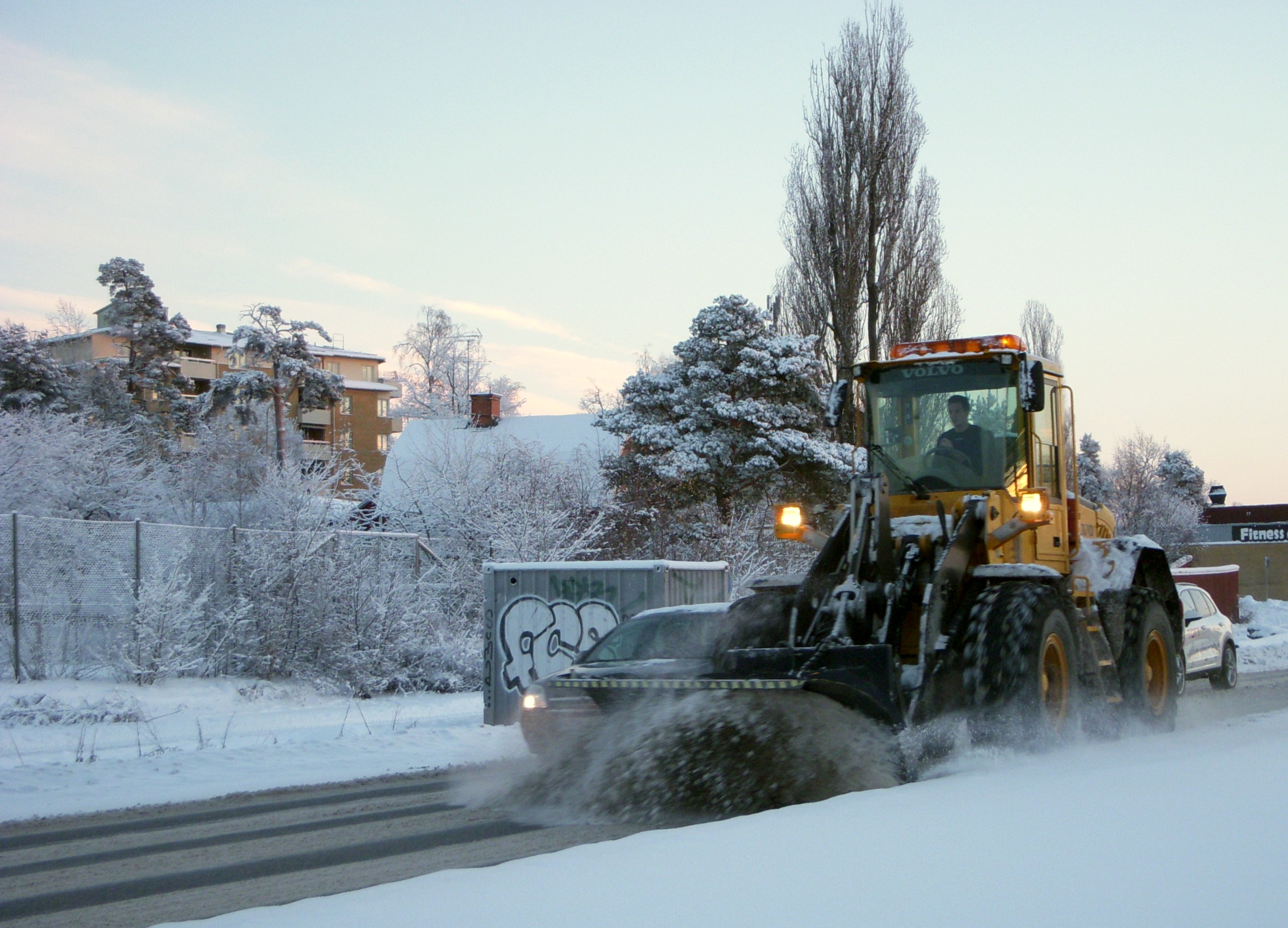
Gatukontoret i Huddinge kommun ansvarar för snöplogningen i kommunen, här på Häradsvägen i december 2010.

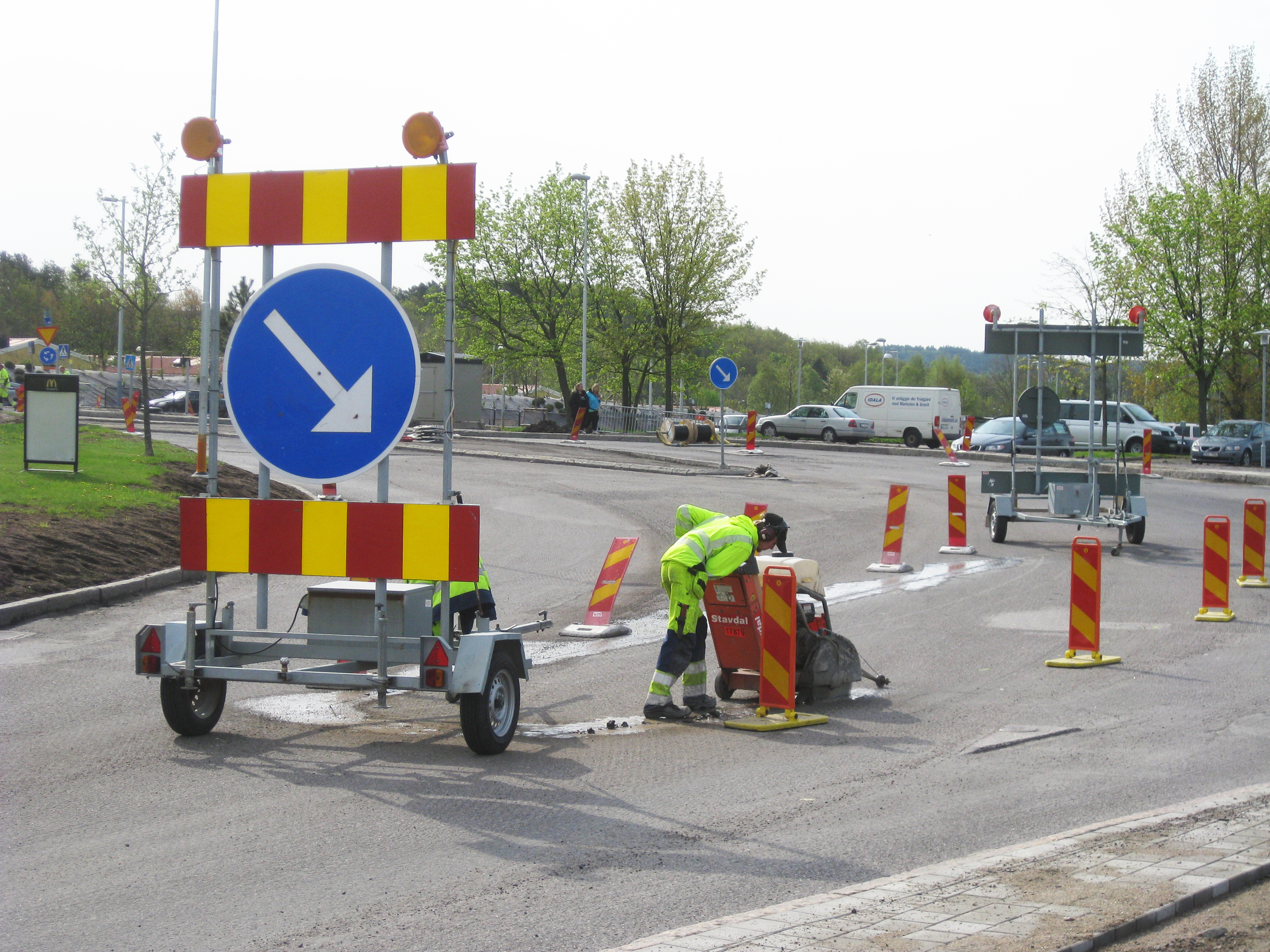
Vägarbete är en del av gatukontorens arbete, här i Västra Frölunda i maj 2012.

Gatukontor eller trafikkontor är en instans som finns i Sveriges kommuner och som ansvarar för att bygga och underhålla vägarna i kommunen. Det innebär bland annat snöröjning och asfaltsläggning. Även arbetet med parkering kan gatukontoren ansvara för. Gatukontoren leds av en gatuchef eller gatudirektör.

## Olika ansvarsområden
Gatukontor kan ha olika ansvarsområden i olika kommunen bero på hur kommunen har valt att organisera sig. I Stockholm ansvarar trafikkontoret (som det heter där) för väghållning men även avfallshantering och klottersanering.
I Östersund och Malmö ansvarar gatukontoret inte bara för vägarna utan även för ett flertal andra allmänna platser som parker, lekplatser, torg och stränder. I Malmö ger gatukontoret även fyra gånger per år ut tidningen Stadsliv som behandlar kommande och aktuella projekt.

## Bolagisering
Vissa kommuner har valt att bolagisera gatukontoret. I exempelvis Göteborg heter gatukontoret sedan 1992 Göteborgs Gatu AB, och är ett av kommunen helägt bolag.

## Budget
Gatukontoren ansvar för det dagliga arbetet med drift och underhåll. De jobbar utifrån en budget och redovisar sen till kommunfullmäktige. Ett av de största problemen när det gäller budgeten för gatukontoren är snöröjningen. Det är svårt att beräkna hur mycket snö som kommer och en snörik vinter kan utgifterna ibland bli dubbelt så höga som budgeterat.
Ibland skjuts det till extra pengar till speciella projekt och större ombyggnationer av vägnät eller liknande. Då kan pengar komma från utanför kommunen, exempelvis när Statens högertrafikkommission finansierade kostnaderna i samband med Högertrafikomläggningen som genomfördes 1967.

## Historiskt
1955 fick Göteborg ett gatukontor, men redan 1864 bildade stadsfullmäktige föregångaren Gatu- och vägförvaltningen. Historiskt har även gatukontoren med gatudirektören i spetsen varit med och gett förslag till större ombyggnationer och ändringar i staden.